# Pavel Egorov
Pavel Grigorievich Egorov (en cirílico Павел Григорьевич Его́ров; 8 de enero de 1948 – 15 de agosto de 2017) fue una pianista ruso.
Ganó el VI Concurso Robert Schumann antes de graduarse en 1975 en el Conservatorio de Moscú. Actuó ampliamente a nivel internacional desde entonces (alrededor de 3000 actuaciones). Fue profesor y Jefe del Departamento de Piano del Conservatorio de San Petersburgo, donde enseñó desde 1980 hasta su muerte.
Pavel Egorov fue nombrado Artista Emérito por la Federación Rusa, miembro de la rama de San Petersburgo de la Academia Rusa de Ciencia Naturales y miembro honorario de la Sociedad Robert Schumann en Düsseldorf y de la Sociedad de la Filarmónica San Petersburgo. El editor científico de la primera edición rusa de las obras completas para piano de Robert Schumann (Muzyka, 1986), fue galardonado con el Premio Robert Schumann de la ciudad de Zwickau en 1989.
Murió a causa de un cáncer el 15 de agosto de 2017 a los 69 años.